# 佩羅鱷科
佩羅鱷科（Peirosauridae）是中真鱷類的一科，生存於白堊紀晚期的南方各大陸。佩羅鱷科是群陸生、肉食性鱷類，外形接近狗。根據2004年的種系發生學定義，佩羅鱷科的範圍包含：佩羅鱷與洛馬鱷亞科的最近共同祖先，與其最近共同祖先的所有後代。
在2004年的同份研究，在佩羅鱷科內建立洛馬鱷亞科（Lomasuchinae），範圍包含：洛馬鱷、馬任加鱷族（Mahajangasuchini）的最近共同祖先，與其最近共同祖先的所有後代。而馬任加鱷族的範圍包含：馬任加鱷、烏貝拉巴鱷的最近共同祖先，與其最近共同祖先的所有後代。但根據2009年的種系發生學研究，馬任加鱷不屬於佩羅鱷科，而屬於馬任加鱷科；馬任加鱷科還包含新屬野豬鱷（Kaprosuchus）。因此，洛馬鱷亞科目前僅包含洛馬鱷屬。

## 屬
- 佩羅鱷（Peirosaurus）：生存於馬斯垂克階晚期的巴西[3]。
- 洛馬鱷（Lomasuchus）：生存於阿根廷，年代為桑托階[1]。
- 烏貝拉巴鱷（Uberasuchus）：生存於馬斯垂克階晚期的巴西[1][3]。
- 蒙特阿爾托鱷（Montealtosuchus）：生存於土侖階到桑托階的巴西[4]。
- 哈米德鱷 Hamadasuchus：生存於阿爾比階到坎潘階的摩洛哥。
- Barcinosuchus：生存於阿普第階到阿爾比階的阿根廷[5]。
- Gasparinisuchus：生存於桑托階到坎潘階的阿根廷[6]。
- Pepesuchus：生存於坎潘階到馬斯垂克階的巴西[7]。
- Bayomesasuchus：生存於土仑階到森諾曼階的阿根廷[8]。
- Barrosasuchus：生存於桑托阶的阿根廷。
- Caririsuchuss：生存於阿普第階到阿爾比階的巴西[9].

## 外部連結
- Description of Uberabasuchus
- Description of Montealtosuchus （页面存档备份，存于）